# الإلهية (رواية مصورة)
الإلهية هي رواية مصورة نشرت في عام 2015. رسمت بريشة عساف حانوكا وتومر حانوكا، وكتبها بواز لافي، وأنتجها رون بروبر. كانت الرواية من أكثر الكتب مبيعًا في نيويورك تايمز، ورشحت لجائزة هوغو، والفائزة بالميدالية الذهبية في جائزة المانغا الدولية التاسعة.

## قصة
يروي الرواية قصة مارك، خبير المتفجرات، الذي وقع على وظيفة مستقلة مع صديقه القديم في الجيش، جيسون. في كوانلوم، وهي دولة خيالية في جنوب شرق آسيا، يساعد الزوجان الجيش عندما يستدرج مارك من قبل مجموعة من الجنود الأطفال، بقيادة توأمان يبلغان من العمر 9 سنوات يُلقبان بـ "الإلهية"، والذين يعتزمون فرض مواجهة بين القدامى. السحر والتكنولوجيا الحديثة. الرواية مستوحاة من القصة الحقيقية للتوأم جوني ولوثر هتو، اللذين قادا معًا مجموعة حرب العصابات التابعة لجيش الرب - وهي مجموعة منشقة عن اتحاد كارين الوطني - في ميانمار (بورما) خلال أواخر التسعينيات، ووفقًا للأساطير كان لها سحر القوى.

## استقبال
صدرت الرواية باللغة الفرنسية عن دار Dargaud في يناير 2015 تحت عنوان Le Divin، وحظي بإشادة من النقاد. وصفها فريديريك بوتيه من صحيفة لو موند بأنها "مزيج من بوب موران [بطل المغامرة الفرنسي الشهير]، وديفيد لينش، وكاتسوهيرو أوتومو (أكيرا)". وقارن إريك ليبيوت من ليكسبريس التلوين في الكتاب بتلوين هيرجيه، مبتكر مغامرات تان تان. وكتبت ليسيان جانوس من L'Est Républicain: "لقد حول المؤلفون قصة حقيقية مرعبة إلى قصة مذهلة"، ومنحها موقع نقد القصص المصورة الشهير، 9emeArt، تقييمًا 10 من 10، معلنًا أنه "حتى على الرغم من أننا في شهر يناير فقط، يمكننا أن نقول بالفعل أنه سيكون أحد أفضل الإصدارات لهذا العام".
نشرت الرواية في الولايات المتحدة عن دار First Second Books [الإنجليزية]. وصدرت في يوليو 2015، وقد وصل إلى قائمة أفضل الكتب مبيعًا في نيويورك تايمز. وقد تلقى الكتاب مراجعات إيجابية. اختارت مجلة بابليشرز ويكلي الكتاب لـ "أفضل عشر روايات مصورة لربيع 2015"، كتب جيسي كارب في مراجعته لبوكليست: "العمل الفني المذهل والرهبة الزاحفة ينسجان معًا في هذا الكتاب المُرضي والمؤثر للصفحات". وصفه دوغلاس وولك من صحيفة نيويورك تايمز بأنه "مثال نادر جدًا للفنانين الذين حصلوا على أعلى الفواتير"، في إشارة إلى العمل الفني الذي قام به آساف وتومر هانوكا. وكتب جوشوا ريفيرا من جي كيو: "قصة الإلهية راسخة وخامة، ومن المحتمل جدًا أن يكون فنها هو الأجمل من أي فيلم كوميدي هذا العام". وأطلق عليه مايكل ميكانيك من مجلة Mother Jones اسم "العرض الجميل"، اختارها ريتش باريت من Mental Floss لـ "القصص المصورة الأكثر إثارة للاهتمام في الأسبوع" وأشاد بها لكونها "مزيج مذهل ومتماسك [من العناصر]". كتب تيري هونغ، من مدونة مركز سميثسونيان لآسيا والمحيط الهادئ: "لا يمكن الابتعاد عن التثبيت [...] لا هوادة فيه وغير قابل للانقطاع".